# 中原会戦
中原会戦（ちゅうげんかいせん）は、日中戦争中の1941年（昭和16年）5月から6月の間、山西省南部で行われた日本軍と中国軍の戦闘である。北支那方面軍が中国第1戦区軍の包囲殲滅を狙い、大きな戦果を上げた。百号作戦とも呼ばれる。中国側の呼称は中条山戦役、または晋南会戦。

## 背景
1940年（昭和15年）秋頃、第1軍は管内（山西省周辺）の敵情について、中国共産党軍（八路軍）は百団大戦後の日本軍の討伐により戦力は回復しておらず、また山西軍（第2戦区軍）も戦力が低いと判断していた。そこで第1軍は、依然として山西省南部の山岳地帯（中条山脈）を拠点にしている衛立煌将軍指揮下の中央軍（第1戦区軍）を撃滅し、山西省内の治安圏を拡大するための作戦を計画した。この第1軍の計画には北支那方面軍も全面同意し、支那派遣軍はその戦力充実のために華中から第17、第33師団の2個師団を転用することに決定した。
1941年（昭和16年）度の最初の攻撃目標に中共軍ではなく重慶政府指揮下の中国軍を選ぶことについて、方面軍第2課は、中共軍の剿滅を優先するべきであると反対した。しかし、この中国軍の警戒のために日本軍の3個師団が張り付けられていたので、まずこれを撃滅してから全力で対中共戦に当たるという方面軍第1課の意見が優位を占めた。
北支那方面軍はこの会戦のために、第1軍を山西省方面から、直轄の第21、第35師団を河南省方面から攻撃させるように準備を進め、作戦地域を山西・河南省境付近に計画した。また第1軍は、事前準備として3月に「陵川作戦（リ号作戦）」、「第15軍撃滅作戦（ヨ号作戦）」を行なって本会戦に有利な態勢を整えた。このように、日本軍は徹底した兵力の集中と周到な事前準備でこの作戦に臨んだ。

## 情報戦（インテリジェンス）
国民党軍が用いていた暗号の強度は弱く、ほとんどの暗号は日本軍に解読されていた。そのため、日本軍は国民党軍の編成や行動を把握し、常に機先を制して行動することができた。
さらに中原会戦においては、方面軍の情報課が事前に様々な偽情報を中国側に流して混乱させる作戦を取った。混乱すれば通信を使って連絡を取り合うため、更にそれを傍受することを期待したのだ。偽情報が流されると中国軍は日本軍の意図通り混乱し、その様子が情報課に傍受された。中国軍の内情が情報課から作戦課へと伝達され、日本軍はその情報を元に攻撃を開始することとなる。

## 参加兵力

### 日本軍

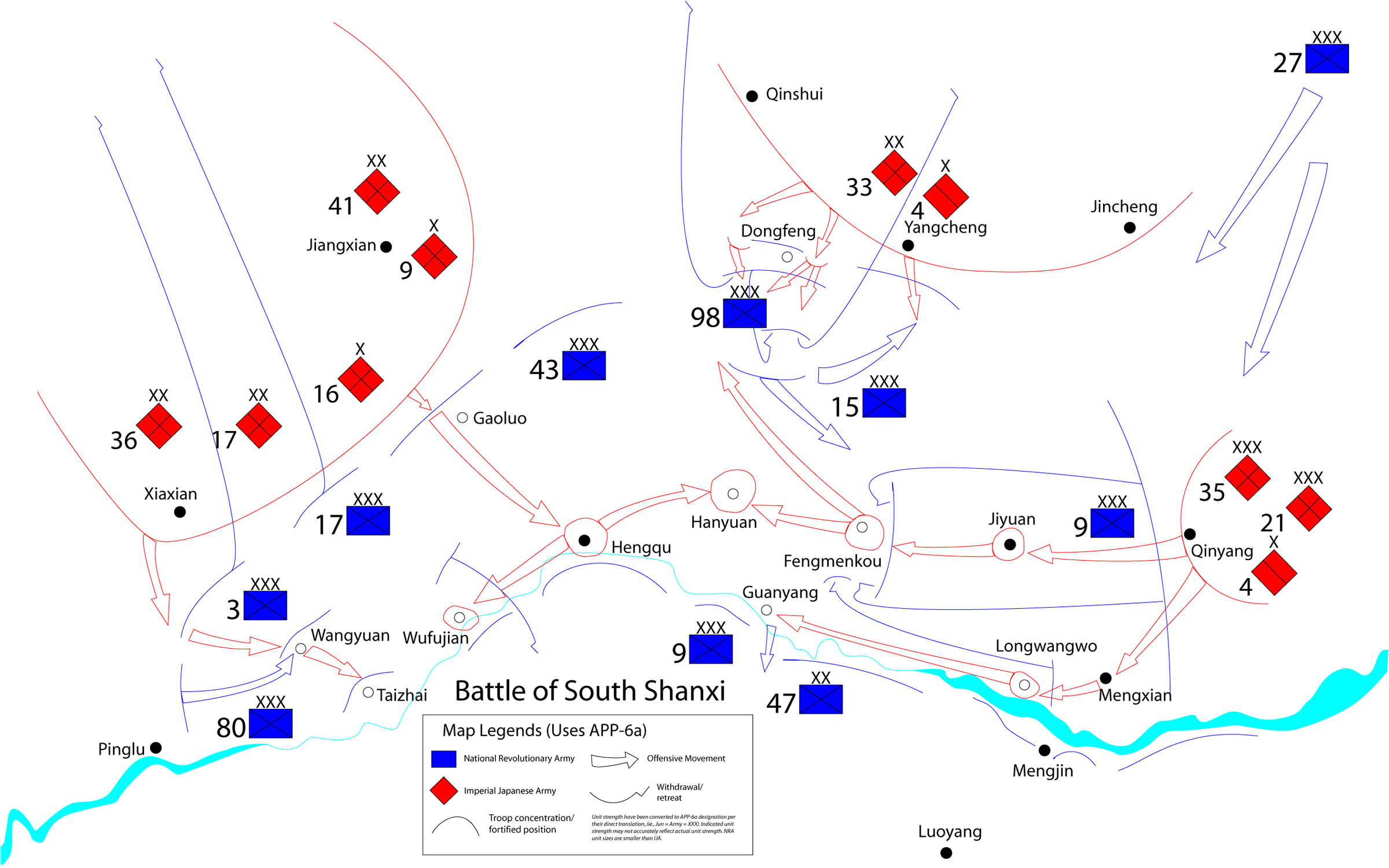
中原会戦の経過概要図 - 赤：日本軍、青：中国軍

- 北支那方面軍 - 司令官：多田駿中将。42.5個大隊基幹。
  - 第1軍 - 軍司令官：篠塚義男中将　（山西省方面から攻撃）
    - 第33師団、第36師団、第37師団、第41師団、独立混成第9旅団、独立混成第16旅団ほか

  - 方面軍直轄 - 第21師団、第35師団　（河南省方面から攻撃）
- 作戦協力 - 第3飛行集団主力（関東軍から飛行第32、第83戦隊を増派）

### 中国軍
- 第1戦区 - 司令長官：衛立煌
  - 第5集団軍 - 総司令：曽万鍾
  - 第14集団軍 - 総司令：劉茂恩

など計26個師（約18万人）の兵力。

## 経過
5月7日夕刻、中原会戦が開始された。
西正面の攻撃を担当する第1軍主力は一斉に攻撃を開始し、突き抜けるように突破して黄河の線まで南下、中国軍の退路として重要な渡河点の垣曲を約21時間半で占領した。そして、外側包囲圏（第37、第41師団）は約35時間後、内側包囲圏（第36師団、独立混成第9旅団）は約40時間後に完成して、9日正午には地域内の中国軍を完全に二重包囲した。そして南北へ櫛でけずるような掃討を何度も反復し、6月10日までに各部隊はいたる所で3～5千人の中国軍を撃滅した。
東正面では、第33師団が陽城から、方面軍直轄の第35、第21師団が孟県、懐慶からそれぞれ進撃して地域内の中国軍を撃滅した。
陵川付近にいた中国軍第27軍は西進して第93軍と合流しようとしたため、日本軍は第36師団を西から抽出して第33師団とともにこれを撃破した。6月に入ると、第93軍の残存部隊が北西に潰走したため、その方面で警備していた独立混成第16旅団の部隊がこれに大打撃を与えた。

## 結果
6月15日、日本軍は「赫々たる戦果」を収めて中原会戦を終了した。その戦果は事変期間を通じてまれに見る大きさで、中国軍に与えた損害は遺棄死体約42,000、捕虜約35,000名を数えたとされる。日本軍の損害は戦死673名、負傷2,292名であった。こうして所期のとおり戦果を上げることができたため、北支那方面軍司令官多田駿中将は麾下の各兵団に対して、今後の活発な討伐作戦と政務工作（治安工作）によって、徹底した剿共（共産軍の剿滅）を実施することを強く要望した。
しかし、中原会戦によってこの地域の安定勢力であった中国軍（国民政府軍）が一掃されると、それに代わって中共勢力が次第に浸透し、日本軍の施策が適当でなかった為もあり治安は却って悪化することとなった。中条山脈を拠点としていた中国軍のゲリラ的活動は、実際には共産勢力に比較すると極めて低調であった。こうして、根拠地を失った国民政府軍のあとへ、機をうかがっていた共産軍は直ちに勢力を浸透させて根拠地を確立させることができた。これによって、華北における遊撃戦は共産軍の独占したものとなった。